# Chrysophyllum azaguieanum
Chrysophyllum azaguieanum – gatunek drzew należących do rodziny sączyńcowatych. Występuje w Afryce, m.in. na obszarze Kamerunu, Ghany i Wybrzeża Kości Słoniowej.